# Neurofunk
Neurofunk är en subgenre till drum and bass, som utvecklades mellan 1997 och 1998 i London. Musikstilen har ett kallt och futuristiskt sound och skapades av artister som Cause 4 Concern, Konflict, Ed Rush & Optical och Xilent. Termen "neurofunk" myntades av journalisten Simon Reynolds.